# Liste der Baudenkmale in Lamspringe
In der Liste der Baudenkmale in Lamspringe sind alle Baudenkmale der niedersächsischen Gemeinde Lamspringe aufgelistet. Die Quelle der Baudenkmale ist der Denkmalatlas Niedersachsen. Der Stand der Liste ist der 24. Februar 2021.

## Allgemein
In den Spalten befinden sich folgende Informationen:
- Lage: die Adresse des Baudenkmales und die geographischen Koordinaten. Kartenansicht, um Koordinaten zu setzen. In der Kartenansicht sind Baudenkmale ohne Koordinaten mit einem roten Marker dargestellt und können in der Karte gesetzt werden. Baudenkmale ohne Bild sind mit einem blauen Marker gekennzeichnet, Baudenkmale mit Bild mit einem grünen Marker.
- Bezeichnung: Bezeichnung des Baudenkmales
- Beschreibung: die Beschreibung des Baudenkmales. Unter § 3 Abs. 2 NDSchG werden Einzeldenkmale und unter § 3 Abs. 3 NDSchG Gruppen baulicher Anlagen und deren Bestandteile ausgewiesen.
- ID: die Objekt-ID des Baudenkmales
- Bild: ein Bild des Baudenkmales, ggf. zusätzlich mit einem Link zu weiteren Fotos des Baudenkmals im Medienarchiv Wikimedia Commons. Wenn man auf das Kamerasymbol klickt, können Fotos zu Baudenkmalen aus dieser Liste hochgeladen werden:

## Lamspringe

### Gruppe: Evangelische Pfarrkirche, Wohn-/Geschäftshäuser, Hauptstraße
Die Gruppe „Evangelische Pfarrkirche, Wohn-/Geschäftshäuser, Hauptstraße“ hat die ID 34457809.

| Lage                                         | Bezeichnung         | Beschreibung | ID       | Bild |
| -------------------------------------------- | ------------------- | --- | -------- | ---- |
| Hauptstraße 51° 57′ 46″ N, 10° 0′ 48″ O      | Straßenraum         | | 34520475 |      |
| Hauptstraße 17 51° 57′ 35″ N, 10° 0′ 39″ O   | Wohn-/Geschäftshaus | | 34520497 | BW   |
| Hauptstraße 18 51° 57′ 35″ N, 10° 0′ 40″ O   | Wohn-/Geschäftshaus | | 34520519 | BW   |
| Hauptstraße 19 51° 57′ 36″ N, 10° 0′ 40″ O   | Wohn-/Geschäftshaus | | 34520541 | BW   |
| Hauptstraße 20 51° 57′ 35″ N, 10° 0′ 41″ O   | Wohn-/Geschäftshaus | | 34520563 | BW   |
| Hauptstraße 21 51° 57′ 36″ N, 10° 0′ 40″ O   | Wohn-/Geschäftshaus | | 34520585 | BW   |
| Hauptstraße 23 51° 57′ 36″ N, 10° 0′ 40″ O   | Wohn-/Geschäftshaus | | 34520585 | BW   |
| Hauptstraße 24 51° 57′ 35″ N, 10° 0′ 41″ O   | Wohn-/Geschäftshaus | | 34520585 | BW   |
| Hauptstraße 25 51° 57′ 37″ N, 10° 0′ 40″ O   | Wohn-/Geschäftshaus | | 34520673 | BW   |
| Hauptstraße 26 51° 57′ 36″ N, 10° 0′ 41″ O   | Wohn-/Geschäftshaus | | 34520695 | BW   |
| Hauptstraße 27 51° 57′ 37″ N, 10° 0′ 40″ O   | Wohn-/Geschäftshaus | | 34520717 | BW   |
| Hauptstraße 28 51° 57′ 36″ N, 10° 0′ 42″ O   | Wohn-/Geschäftshaus | | 34520739 | BW   |
| Hauptstraße 29 51° 57′ 37″ N, 10° 0′ 41″ O   | Wohn-/Geschäftshaus | | 34520761 | BW   |
| Hauptstraße 30 51° 57′ 36″ N, 10° 0′ 42″ O   | Wohn-/Geschäftshaus | | 34520783 | BW   |
| Hauptstraße 31 51° 57′ 38″ N, 10° 0′ 41″ O   | Wohn-/Geschäftshaus | | 34520805 | BW   |
| Hauptstraße 32 51° 57′ 36″ N, 10° 0′ 42″ O   | Wohn-/Geschäftshaus | | 34520827 | BW   |
| Hauptstraße 33 51° 57′ 38″ N, 10° 0′ 41″ O   | Wohn-/Geschäftshaus | | 34520849 | BW   |
| Hauptstraße 34 51° 57′ 37″ N, 10° 0′ 42″ O   | Wohn-/Geschäftshaus | | 34520871 | BW   |
| Hauptstraße 35 51° 57′ 38″ N, 10° 0′ 41″ O   | Wohn-/Geschäftshaus | | 34520893 | BW   |
| Hauptstraße 36 51° 57′ 37″ N, 10° 0′ 42″ O   | Wohn-/Geschäftshaus | | 34520915 | BW   |
| Hauptstraße 37 51° 57′ 39″ N, 10° 0′ 41″ O   | Wohn-/Geschäftshaus | | 34520937 | BW   |
| Hauptstraße 38 51° 57′ 37″ N, 10° 0′ 42″ O   | Wohn-/Geschäftshaus | | 34520959 | BW   |
| Hauptstraße 39 51° 57′ 39″ N, 10° 0′ 42″ O   | Wohn-/Geschäftshaus | | 34520981 | BW   |
| Hauptstraße 40 51° 57′ 38″ N, 10° 0′ 43″ O   | Wohn-/Geschäftshaus | | 34521003 | BW   |
| Hauptstraße 41 51° 57′ 40″ N, 10° 0′ 42″ O   | Wohn-/Geschäftshaus | | 4521025  | BW   |
| Hauptstraße 42 51° 57′ 38″ N, 10° 0′ 43″ O   | Wohn-/Geschäftshaus | | 34521047 | BW   |
| Hauptstraße 43 51° 57′ 40″ N, 10° 0′ 42″ O   | Wohn-/Geschäftshaus | | 34521069 | BW   |
| Hauptstraße 44 51° 57′ 38″ N, 10° 0′ 43″ O   | Wohn-/Geschäftshaus | | 34521091 | BW   |
| Hauptstraße 45 51° 57′ 40″ N, 10° 0′ 42″ O   | Wohn-/Geschäftshaus | | 34521069 | BW   |
| Hauptstraße 46 51° 57′ 41″ N, 10° 0′ 43″ O   | Wohn-/Geschäftshaus | | 34521135 | BW   |
| Hauptstraße 47 51° 57′ 39″ N, 10° 0′ 43″ O   | Wohn-/Geschäftshaus | | 34521157 | BW   |
| Hauptstraße 48 51° 57′ 41″ N, 10° 0′ 43″ O   | Wohn-/Geschäftshaus | | 34521179 | BW   |
| Hauptstraße 49 51° 57′ 41″ N, 10° 0′ 43″ O   | Wohn-/Geschäftshaus | | 34521201 | BW   |
| Hauptstraße 50 51° 57′ 41″ N, 10° 0′ 43″ O   | Wohn-/Geschäftshaus | | 34521223 | BW   |
| Hauptstraße 51 51° 57′ 42″ N, 10° 0′ 44″ O   | Wohn-/Geschäftshaus | | 34521245 | BW   |
| Hauptstraße 52 51° 57′ 42″ N, 10° 0′ 44″ O   | Wohn-/Geschäftshaus | | 34521267 | BW   |
| Hauptstraße 53 51° 57′ 42″ N, 10° 0′ 44″ O   | Wohn-/Geschäftshaus | | 34521289 | BW   |
| Hauptstraße 54 51° 57′ 43″ N, 10° 0′ 44″ O   | Wohn-/Geschäftshaus | | 34521311 | BW   |
| Hauptstraße 55 51° 57′ 43″ N, 10° 0′ 45″ O   | Wohn-/Geschäftshaus | | 34521333 | BW   |
| Hauptstraße 56 51° 57′ 43″ N, 10° 0′ 45″ O   | Wohn-/Geschäftshaus | | 34521355 | BW   |
| Hauptstraße 57 51° 57′ 44″ N, 10° 0′ 45″ O   | Wohn-/Geschäftshaus | | 34521377 | BW   |
| Hauptstraße 58 51° 57′ 44″ N, 10° 0′ 45″ O   | Wohn-/Geschäftshaus | | 34521399 | BW   |
| Hauptstraße 59 51° 57′ 44″ N, 10° 0′ 45″ O   | Wohn-/Geschäftshaus | | 34521421 | BW   |
| Hauptstraße 60 51° 57′ 44″ N, 10° 0′ 46″ O   | Wohn-/Geschäftshaus | | 34521443 | BW   |
| Hauptstraße 61 51° 57′ 45″ N, 10° 0′ 46″ O   | Wohn-/Geschäftshaus | | 34521465 | BW   |
| Hauptstraße 62 51° 57′ 45″ N, 10° 0′ 46″ O   | Wohn-/Geschäftshaus | | 34521487 | BW   |
| Hauptstraße 63 51° 57′ 45″ N, 10° 0′ 46″ O   | Wohn-/Geschäftshaus | | 34521509 | BW   |
| Hauptstraße 64 51° 57′ 45″ N, 10° 0′ 47″ O   | Wohn-/Geschäftshaus | | 34521531 | BW   |
| Hauptstraße 65 51° 57′ 46″ N, 10° 0′ 47″ O   | Wohn-/Geschäftshaus | | 34521553 | BW   |
| Hauptstraße 66 51° 57′ 46″ N, 10° 0′ 47″ O   | Wohn-/Geschäftshaus | | 34521575 | BW   |
| Hauptstraße 67 51° 57′ 46″ N, 10° 0′ 47″ O   | Wohn-/Geschäftshaus | | 34521597 | BW   |
| Hauptstraße 68 51° 57′ 46″ N, 10° 0′ 47″ O   | Wohn-/Geschäftshaus | | 34521619 | BW   |
| Hauptstraße 69 51° 57′ 47″ N, 10° 0′ 47″ O   | Wohn-/Geschäftshaus | | 34521641 | BW   |
| Hauptstraße 70 51° 57′ 47″ N, 10° 0′ 47″ O   | Wohn-/Geschäftshaus | | 34521663 | BW   |
| Hauptstraße 71 51° 57′ 47″ N, 10° 0′ 48″ O   | Wohn-/Geschäftshaus | | 34521685 | BW   |
| Hauptstraße 72 51° 57′ 48″ N, 10° 0′ 48″ O   | Wohn-/Geschäftshaus | | 34521707 | BW   |
| Hauptstraße 73 51° 57′ 48″ N, 10° 0′ 48″ O   | Wohn-/Geschäftshaus | | 34521729 | BW   |
| Hauptstraße 74 51° 57′ 48″ N, 10° 0′ 48″ O   | Wohn-/Geschäftshaus | | 34521751 | BW   |
| Hauptstraße 75 51° 57′ 49″ N, 10° 0′ 49″ O   | Wohn-/Geschäftshaus | | 34521773 | BW   |
| Hauptstraße 77 51° 57′ 49″ N, 10° 0′ 49″ O   | Wohn-/Geschäftshaus | | 34521817 |      |
| Hauptstraße 78 51° 57′ 49″ N, 10° 0′ 50″ O   | Wohn-/Geschäftshaus | | 34521839 |      |
| Hauptstraße 79 51° 57′ 50″ N, 10° 0′ 50″ O   | Wohn-/Geschäftshaus | | 34521861 |      |
| Hauptstraße 80 51° 57′ 49″ N, 10° 0′ 51″ O   | Wohn-/Geschäftshaus | | 34521883 | BW   |
| Hauptstraße 81 51° 57′ 50″ N, 10° 0′ 50″ O   | Wohn-/Geschäftshaus | | 34521905 | BW   |
| Hauptstraße 82 51° 57′ 49″ N, 10° 0′ 51″ O   | Wohn-/Geschäftshaus | Sogenanntes St. Oliverhaus nach Oliver Plunkett, seit 1927 Schwesternhaus. | 34521927 | BW   |
| Hauptstraße 83 51° 57′ 51″ N, 10° 0′ 50″ O   | Wohn-/Geschäftshaus | | 34521949 | BW   |
| Hauptstraße 84 51° 57′ 50″ N, 10° 0′ 52″ O   | Wohn-/Geschäftshaus | | 34521971 | BW   |
| Hauptstraße 85 51° 57′ 51″ N, 10° 0′ 50″ O   | Wohn-/Geschäftshaus | | 34521993 | BW   |
| Hauptstraße 86 51° 57′ 51″ N, 10° 0′ 52″ O   | Wohn-/Geschäftshaus | | 34522015 | BW   |
| Hauptstraße 87 51° 57′ 51″ N, 10° 0′ 51″ O   | Wohn-/Geschäftshaus | | 34522037 | BW   |
| Hauptstraße 88 51° 57′ 51″ N, 10° 0′ 52″ O   | Wohn-/Geschäftshaus | Hier befindet sich der Ratskeller. Es ist ein zweigeschossiger Fachwerkbau aus der Zeit Ende des 18. Jahrhunderts. Der Bau ragt aus der Bauflucht heraus und prägt so mit der Vorhalle das Straßenbild. | 34522059 |      |
| Hauptstraße 89 51° 57′ 51″ N, 10° 0′ 51″ O   | Wohn-/Geschäftshaus | | 34522081 | BW   |
| Hauptstraße 90 51° 57′ 52″ N, 10° 0′ 53″ O   | Wohn-/Geschäftshaus | | 34522103 | BW   |
| Hauptstraße 91 51° 57′ 52″ N, 10° 0′ 51″ O   | Wohn-/Geschäftshaus | | 34522125 | BW   |
| Hauptstraße 92 51° 57′ 52″ N, 10° 0′ 53″ O   | Wohn-/Geschäftshaus | | 34522147 | BW   |
| Hauptstraße 93 51° 57′ 52″ N, 10° 0′ 51″ O   | Wohn-/Geschäftshaus | | 34522169 | BW   |
| Hauptstraße 94 51° 57′ 52″ N, 10° 0′ 53″ O   | Wohn-/Geschäftshaus | | 34522191 | BW   |
| Hauptstraße 95 51° 57′ 52″ N, 10° 0′ 51″ O   | Wohn-/Geschäftshaus | | 34522213 | BW   |
| Hauptstraße 97 51° 57′ 53″ N, 10° 0′ 51″ O   | Wohn-/Geschäftshaus | | 34522257 | BW   |
| Hauptstraße 99 51° 57′ 53″ N, 10° 0′ 52″ O   | Wohn-/Geschäftshaus | | 34522301 | BW   |
| Hauptstraße 100 51° 57′ 53″ N, 10° 0′ 54″ O  | Wohn-/Geschäftshaus | | 34522323 | BW   |
| Hauptstraße 101 51° 57′ 54″ N, 10° 0′ 52″ O  | Wohn-/Geschäftshaus | | 34522345 | BW   |
| Hauptstraße 102 51° 57′ 53″ N, 10° 0′ 54″ O  | Wohn-/Geschäftshaus | | 34522367 | BW   |
| Hauptstraße 102a 51° 57′ 54″ N, 10° 0′ 54″ O | Wohn-/Geschäftshaus | | 34522389 | BW   |
| Hauptstraße 103 51° 57′ 54″ N, 10° 0′ 52″ O  | Wohn-/Geschäftshaus | | 34522411 | BW   |
| Hauptstraße 104 51° 57′ 54″ N, 10° 0′ 54″ O  | Wohn-/Geschäftshaus | | 34522433 | BW   |
| Hauptstraße 105 51° 57′ 54″ N, 10° 0′ 52″ O  | Wohn-/Geschäftshaus | | 34522455 | BW   |
| Hauptstraße 106 51° 57′ 54″ N, 10° 0′ 54″ O  | Wohn-/Geschäftshaus | | 34522477 | BW   |
| Hauptstraße 107 51° 57′ 55″ N, 10° 0′ 52″ O  | Wohn-/Geschäftshaus | | 34522499 | BW   |
| Hauptstraße 108 51° 57′ 55″ N, 10° 0′ 54″ O  | Wohn-/Geschäftshaus | | 34522521 | BW   |
| Hauptstraße 109 51° 57′ 55″ N, 10° 0′ 52″ O  | Wohn-/Geschäftshaus | | 34522543 | BW   |
| Hauptstraße 110 51° 57′ 55″ N, 10° 0′ 54″ O  | Wohn-/Geschäftshaus | | 34522565 | BW   |
| Hauptstraße 111 51° 57′ 55″ N, 10° 0′ 52″ O  | Wohn-/Geschäftshaus | | 34522587 | BW   |
| Hauptstraße 112 51° 57′ 56″ N, 10° 0′ 55″ O  | Wohn-/Geschäftshaus | | 34522609 | BW   |
| Hauptstraße 113 51° 57′ 56″ N, 10° 0′ 53″ O  | Wohn-/Geschäftshaus | | 34522631 | BW   |
| Hauptstraße 114 51° 57′ 56″ N, 10° 0′ 55″ O  | Wohn-/Geschäftshaus | | 34522653 | BW   |
| Hauptstraße 115 51° 57′ 56″ N, 10° 0′ 53″ O  | Wohn-/Geschäftshaus | | 34522675 | BW   |
| Hauptstraße 116 51° 57′ 56″ N, 10° 0′ 56″ O  | Wohn-/Geschäftshaus | | 34522697 | BW   |
| Hauptstraße 116b 51° 57′ 57″ N, 10° 0′ 56″ O | Wohn-/Geschäftshaus | | 34522719 | BW   |
| Hauptstraße 117 51° 57′ 56″ N, 10° 0′ 53″ O  | Wohn-/Geschäftshaus | | 34522741 | BW   |
| Hauptstraße 119 51° 57′ 56″ N, 10° 0′ 53″ O  | Wohn-/Geschäftshaus | | 34522763 | BW   |
| Hauptstraße 120 51° 57′ 57″ N, 10° 0′ 55″ O  | Kirche              | Die Sophienkirche Lamspringe wurde nach einer Jahreszahl über dem Nordeingang im Jahre 1692 aus Bruchstein errichtet. Die Kirche ist verputzt. Der Turm stammt aus dem Jahr 1819, auf dem Schieferhelm befinden sich zwei Dachhäuser. Auf dem Dach befindet sich ein Dachreiter. Im Inneren befindet sich eine Holztonne und eine Empore. Der Kanzelaltar stammt aus der Bauzeit und wird der Lessen-Werkstatt in Goslar zugeschrieben. | 34522785 |      |
| Hauptstraße 121 51° 57′ 57″ N, 10° 0′ 53″ O  | Wohn-/Geschäftshaus | | 4522808  | BW   |
| Hauptstraße 122 51° 57′ 57″ N, 10° 0′ 56″ O  | Wohn-/Geschäftshaus | | 34522808 | BW   |
| Hauptstraße 123 51° 57′ 57″ N, 10° 0′ 54″ O  | Wohn-/Geschäftshaus | | 34522852 | BW   |
| Hauptstraße 127 51° 57′ 58″ N, 10° 0′ 56″ O  | Wohn-/Geschäftshaus | | 34522874 | BW   |

### Gruppe: Klostergut, ehem. Hauptstraße
Die Gruppe „Klostergut, ehem. Hauptstraße“ hat die ID 34457823.

| Lage                                         | Bezeichnung           | Beschreibung                                                    | ID       | Bild           |
| -------------------------------------------- | --------------------- | --------------------------------------------------------------- | -------- | -------------- |
| Hauptstraße 51° 57′ 48″ N, 10° 0′ 52″ O      | Klosterkirche         | Klosterkirche St. Adrianii und Dionysii des Klosters Lamspringe | 34523210 | Weitere Bilder |
| Hauptstraße 51° 57′ 44″ N, 10° 0′ 50″ O      | Klostergarten         |                                                                 | 34523352 |                |
| Hauptstraße 51° 57′ 43″ N, 10° 0′ 49″ O      | Baumgruppe            |                                                                 | 34523813 | BW             |
| Hauptstraße (76) 51° 57′ 48″ N, 10° 0′ 50″ O | Turm                  | Glocken- und Schlauchturm                                       | 44487479 |                |
| Hauptstraße 51° 57′ 47″ N, 10° 0′ 49″ O      | Bruchsteineinfriedung |                                                                 | 34523426 |                |
| Hauptstraße 51° 57′ 44″ N, 10° 0′ 53″ O      | Klostermühle          |                                                                 | 34523449 |                |
| Hauptstraße 51° 57′ 42″ N, 10° 0′ 53″ O      | Teich                 |                                                                 | 34523789 |                |
| Hauptstraße 51° 57′ 43″ N, 10° 1′ 4″ O       | Schäfer Tor           |                                                                 | 34523327 | BW             |
| Hauptstraße 51° 57′ 46″ N, 10° 0′ 54″ O      | Wohnhaus              |                                                                 | 34523258 | BW             |
| Hauptstraße 51° 57′ 47″ N, 10° 0′ 56″ O      | Abteiflügel           |                                                                 | 34523233 |                |
| Hauptstraße 51° 57′ 49″ N, 10° 0′ 59″ O      | Wirtschaftsgebäude    |                                                                 | 34523304 |                |

### Gruppe: Wohnhäuser, Hofanlage, ehemalige Glashütte
Die Gruppe „Wohnhäuser, Hofanlage, ehemalige Glashütte“ hat die ID 34457838.

| Lage                                                             | Bezeichnung     | Beschreibung                                                          | ID       | Bild |
| ---------------------------------------------------------------- | --------------- | --------------------------------------------------------------------- | -------- | ---- |
| Glashütte 1 51° 57′ 23″ N, 10° 4′ 18″ O                          | Wohnhaus        | Herrenhaus der Fabrikantenfamilie Stender der Stenderschen Glasfabrik | 34522962 |      |
| Glashütte 2 51° 57′ 22″ N, 10° 4′ 17″ O                          | Betriebsgebäude | Betriebsgebäude der Stenderschen Glasfabrik                           | 34523765 |      |
| Glashütte 20 51° 57′ 23″ N, 10° 4′ 13″ O                         | Wohnhaus        |                                                                       | 34523054 |      |
| Glashütte 21 51° 57′ 23″ N, 10° 4′ 14″ O                         | Wohnhaus        |                                                                       | 34523076 |      |
| Glashütte zwischen Nr. 21 und Nr. 22 51° 57′ 23″ N, 10° 4′ 14″ O | Stallgebäude    |                                                                       | 34522896 |      |
| Glashütte zwischen Nr. 21 und Nr. 22 51° 57′ 23″ N, 10° 4′ 14″ O | Stallgebäude    |                                                                       | 34522940 |      |
| Glashütte zwischen Nr. 21 und Nr. 22 51° 57′ 23″ N, 10° 4′ 14″ O | Stallgebäude    |                                                                       | 34522918 |      |
| Glashütte 22 51° 57′ 23″ N, 10° 4′ 15″ O                         | Wohnhaus        |                                                                       | 34523098 |      |
| Glashütte 23 51° 57′ 23″ N, 10° 4′ 15″ O                         | Wohnhaus        |                                                                       | 34523120 |      |
| Glashütte 24 51° 57′ 24″ N, 10° 4′ 16″ O                         | Wohnhaus        |                                                                       | 34523142 |      |
| Glashütte 35 a, b, c 51° 57′ 24″ N, 10° 4′ 18″ O                 | Scheune         | Umgebaut zu Wohnzwecken                                               | 34523742 |      |

### Gruppe: Forsthaus Rolfshagen
Die Gruppe „Forsthaus Rolfshagen“ hat die ID 46501935.

| Lage                                     | Bezeichnung       | Beschreibung | ID       | Bild |
| ---------------------------------------- | ----------------- | ------------ | -------- | ---- |
| Rolfshagen 1 51° 56′ 13″ N, 10° 3′ 23″ O | Forsthaus         |              | 34523636 | BW   |
| Rolfshagen 1 51° 56′ 14″ N, 10° 3′ 24″ O | Einfriedungsmauer |              | 46502268 | BW   |

### Einzelbaudenkmale
| Lage                                               | Bezeichnung  | Beschreibung | ID       | Bild |
| -------------------------------------------------- | ------------ | ------------ | -------- | ---- |
| Wöllersheimer Weg 51° 58′ 4″ N, 10° 0′ 58″ O       | Kapelle      |              | 34523615 | BW   |
| Hildesheimer Straße 2, 3 51° 58′ 2″ N, 10° 1′ 0″ O | Wohnhaus     |              | 34523491 | BW   |
| Mühlenstraße 5 51° 57′ 57″ N, 10° 1′ 19″ O         | Klostermühle |              | 34523591 | BW   |
| Hauptstraße 1 51° 57′ 30″ N, 10° 0′ 34″ O          | Wohnhaus     |              | 34523471 | BW   |
| Kirchweg 1 51° 57′ 49″ N, 10° 0′ 54″ O             | Wohnhaus     |              | 34523551 | BW   |
| Kirchweg 13 51° 57′ 52″ N, 10° 1′ 0″ O             | Wohnhaus     |              | 34523571 | BW   |
| Hindenburgstraße 19 51° 57′ 23″ N, 10° 0′ 17″ O    | Wohnhaus     |              | 34523531 | BW   |
| L 466/Ziegelhütte 51° 57′ 1″ N, 10° 3′ 0″ O        | Wohnhaus     |              | 34523656 | BW   |

## Evensen

### Einzelbaudenkmale
| Lage                                            | Bezeichnung | Beschreibung | ID       | Bild |
| ----------------------------------------------- | ----------- | ------------ | -------- | ---- |
| Evenser Dorfstraße 5 52° 0′ 26″ N, 10° 0′ 13″ O | Kirche      | ev. Kirche   | 34538093 | BW   |
| Evenser Dorfstraße 5 52° 0′ 26″ N, 10° 0′ 13″ O | Einfriedung |              | 34538418 | BW   |
| Evenser Dorfstraße 52° 0′ 27″ N, 10° 0′ 13″ O   | Wohnhaus    |              | 34538073 | BW   |

## Graste

### Gruppe: Kirche, Pfarrhaus, Gedenkstätte, Kirchstraße 3
Die Gruppe „Kirche, Pfarrhaus, Gedenkstätte, Kirchstraße 3“ hat die ID 34459131.

| Lage                                      | Bezeichnung | Beschreibung | ID       | Bild |
| ----------------------------------------- | ----------- | ------------ | -------- | ---- |
| Kirchstraße 9 51° 58′ 13″ N, 9° 59′ 2″ O  | Kirche      |              | 34543355 |      |
| Kirchstraße 10 51° 58′ 14″ N, 9° 59′ 0″ O | Pfarrhaus   |              | 34543399 | BW   |
| Kirchstraße 9 51° 58′ 13″ N, 9° 59′ 3″ O  | Denkmal     |              | 34543377 | BW   |

## Harbarnsen

### Gruppe: Gut Harbarnsen, Von-Steinberg-Straße 1 H (u.w.)
Die Gruppe „Gut Harbarnsen, Von-Steinberg-Straße 1 H (u.w.)“ hat die ID 34457294.

| Lage                                                 | Bezeichnung        | Beschreibung | ID       | Bild |
| ---------------------------------------------------- | ------------------ | ------------ | -------- | ---- |
| Von-Steinberg-Straße 1 H 51° 59′ 31″ N, 9° 57′ 42″ O | Herrenhaus         |              | 34510750 | BW   |
| Von-Steinberg-Straße 1 H 51° 59′ 33″ N, 9° 57′ 42″ O | Einfriedung        |              | 45706150 | BW   |
| Von-Steinberg-Straße 51° 59′ 32″ N, 9° 57′ 41″ O     | Scheune            |              | 45706046 | BW   |
| Von-Steinberg-Straße 51° 59′ 32″ N, 9° 57′ 40″ O     | Wirtschaftsgebäude |              | 45706100 | BW   |
| Von-Steinberg-Straße 51° 59′ 31″ N, 9° 57′ 39″ O     | Wirtschaftsgebäude |              | 45706127 | BW   |

### Gruppe: Wohn-/Wirtschaftsgebäude, Hohle Gasse 1–3
Die Gruppe „Wohn-/Wirtschaftsgebäude, Hohle Gasse 1-3“ hat die ID 34510688.

| Lage                                      | Bezeichnung | Beschreibung | ID       | Bild |
| ----------------------------------------- | ----------- | ------------ | -------- | ---- |
| Hohle Gasse 1 51° 59′ 24″ N, 9° 57′ 23″ O | Wohnhaus    |              | 34510644 | BW   |
| Hohle Gasse 3 51° 59′ 24″ N, 9° 57′ 24″ O | 34510688    |              | 34510688 | BW   |
| Hohle Gasse 2 51° 59′ 23″ N, 9° 57′ 23″ O | Wohnhaus    |              | 34510666 | BW   |

### Einzelbaudenkmale
| Lage                                               | Bezeichnung              | Beschreibung               | ID       | Bild |
| -------------------------------------------------- | ------------------------ | -------------------------- | -------- | ---- |
| Von-Steinberg-Straße 2 51° 59′ 31″ N, 9° 57′ 36″ O | Kirche                   | Michaeliskirche Harbarnsen | 34510798 |      |
| Von-Steinberg-Straße 2 51° 59′ 32″ N, 9° 57′ 36″ O | Gedenkstätte             | Kriegerdenkmal 1914/18     | 34510819 | BW   |
| Am Bürgerpark 4 51° 59′ 28″ N, 9° 57′ 33″ O        | Wohn-/Wirtschaftsgebäude |                            | 34510582 | BW   |
| Bachstraße 14 51° 59′ 28″ N, 9° 57′ 24″ O          | Schmiede                 |                            | 34510538 | BW   |
| Bachstraße 18 51° 59′ 26″ N, 9° 57′ 23″ O          | Wohnhaus                 |                            | 34510624 | BW   |
| Martenstraße 14 51° 59′ 18″ N, 9° 57′ 20″ O        | Wohnhaus                 |                            | 34510710 | BW   |

## Irmenseul

### Gruppe: Gutsanlage, Auf dem Platz
Die Gruppe „Gutsanlage, Auf dem Platz“ hat die ID 34457309.

| Lage                                       | Bezeichnung | Beschreibung | ID       | Bild |
| ------------------------------------------ | ----------- | ------------ | -------- | ---- |
| Auf dem Platz 1 51° 59′ 7″ N, 9° 56′ 28″ O | Herrenhaus  |              | 34510869 | BW   |
| Auf dem Platz 1 51° 59′ 7″ N, 9° 56′ 26″ O | Torhaus     |              | 34510840 | BW   |

### Einzelbaudenkmale
| Lage                                       | Bezeichnung | Beschreibung | ID       | Bild |
| ------------------------------------------ | ----------- | ------------ | -------- | ---- |
| Bergstraße 4 51° 59′ 3″ N, 9° 56′ 18″ O    | Kirche      |              | 34510934 | BW   |
| Auf dem Platz 2 51° 59′ 4″ N, 9° 56′ 26″ O | Wohnhaus    |              | 34510894 | BW   |
| Auf dem Platz 3 51° 59′ 3″ N, 9° 56′ 29″ O | Wohnhaus    |              | 34510914 | BW   |
| Mühlenstieg 6 51° 59′ 8″ N, 9° 56′ 40″ O   | Wohnhaus    |              | 34510519 | BW   |

## Netze

### Einzelbaudenkmale
| Lage                                  | Bezeichnung    | Beschreibung    | ID       | Bild |
| ------------------------------------- | -------------- | --------------- | -------- | ---- |
| Am Bleeke 51° 58′ 48″ N, 9° 58′ 23″ O | Kapelle        | Fachwerkkapelle | 34543442 | BW   |
| Am Bleeke 51° 58′ 48″ N, 9° 58′ 23″ O | Kriegerdenkmal | 1914/18         | 34543464 | BW   |
| Am Bleeke 51° 58′ 48″ N, 9° 58′ 24″ O | Baubestand     |                 | 34543627 | BW   |

## Neuhof

### Einzelbaudenkmale
| Lage                                           | Bezeichnung | Beschreibung     | ID       | Bild |
| ---------------------------------------------- | ----------- | ---------------- | -------- | ---- |
| An der Kirche 51° 58′ 55″ N, 10° 2′ 2″ O       | Kapelle     |                  | 34524802 | BW   |
| An der Kirche 9 51° 58′ 55″ N, 10° 1′ 58″ O    | Wohnhaus    | ehemalige Schule | 34524955 | BW   |
| Lermunder Straße 15 51° 58′ 55″ N, 10° 2′ 4″ O | Wohnhaus    |                  | 34524823 | BW   |

## Sehlem

### Gruppe: Pfarrkirche, Schule ehemalige, Pfarrhaus, Dorfstraße
Die Gruppe „Pfarrkirche, Schule ehemalige, Pfarrhaus, Dorfstraße“ hat die ID 34458884.

| Lage                                          | Bezeichnung | Beschreibung | ID       | Bild |
| --------------------------------------------- | ----------- | ------------ | -------- | ---- |
| Obere Dorfstraße 52° 0′ 42″ N, 9° 58′ 27″ O   | Kirche      |              | 34538285 | BW   |
| Obere Dorfstraße 52° 0′ 42″ N, 9° 58′ 26″ O   | Einfriedung |              | 34538440 | BW   |
| Obere Dorfstraße 5 52° 0′ 42″ N, 9° 58′ 25″ O | Staketzaun  |              | 34538395 | BW   |
| Obere Dorfstraße 2 52° 0′ 43″ N, 9° 58′ 26″ O | Schule      |              | 34538310 | BW   |
| Obere Dorfstraße 6 52° 0′ 42″ N, 9° 58′ 24″ O | Pfarrhaus   |              | 34538332 | BW   |

### Gruppe: Hofanlage Hauptstraße 40
Die Gruppe „Hofanlage Hauptstraße 40“ hat die ID 43213470.

| Lage                                      | Bezeichnung | Beschreibung           | ID       | Bild |
| ----------------------------------------- | ----------- | ---------------------- | -------- | ---- |
| Hauptstraße 40 52° 0′ 37″ N, 9° 58′ 25″ O | Wohnhaus    | Wohnstallhaus          | 34538216 | BW   |
| Hauptstraße 40 52° 0′ 37″ N, 9° 58′ 27″ O | Einfriedung |                        | 43213541 | BW   |
| Hauptstraße 40 52° 0′ 38″ N, 9° 58′ 26″ O | Scheune     | Scheune mit Vorschauer | 43213484 | BW   |
| Hauptstraße 40 52° 0′ 38″ N, 9° 58′ 25″ O | Waschküche  |                        | 43213505 | BW   |

### Einzelbaudenkmale
| Lage                                            | Bezeichnung | Beschreibung     | ID       | Bild |
| ----------------------------------------------- | ----------- | ---------------- | -------- | ---- |
| Breinumer Straße 26A 52° 0′ 35″ N, 9° 58′ 18″ O | Wohnhaus    |                  | 34538155 | BW   |
| Hauptstraße 31 52° 0′ 40″ N, 9° 58′ 30″ O       | Schule      |                  | 34538175 | BW   |
| Kirchstraße 52° 0′ 38″ N, 9° 58′ 41″ O          | Kapelle     | Friedhofskapelle | 34538263 | BW   |

## Wöllersheim

### Gruppe: Hofanlagen, Wöllersheim Nr. 1, 2, 3
Die Gruppe „Hofanlagen, Wöllersheim Nr. 1, 2, 3“ hat die ID 34457871.

| Lage                                      | Bezeichnung  | Beschreibung           | ID       | Bild |
| ----------------------------------------- | ------------ | ---------------------- | -------- | ---- |
| Wöllersheim 1 51° 59′ 21″ N, 10° 0′ 56″ O | Wohnhaus     | Nr. 1, ehem. F. Sander | 34525025 | BW   |
| Wöllersheim 51° 59′ 22″ N, 10° 0′ 54″ O   | Nebengebäude |                        | 34525232 | BW   |
| Wöllersheim 51° 59′ 21″ N, 10° 0′ 53″ O   | Nebengebäude |                        | 34525163 | BW   |
| Wöllersheim 1 51° 59′ 21″ N, 10° 0′ 55″ O | Nebengebäude |                        | 34525094 | BW   |
| Wöllersheim 2 51° 59′ 25″ N, 10° 0′ 56″ O | Wohnhaus     | Nr. 2, ehem. Steinhoff | 34524979 | BW   |
| Wöllersheim 2 51° 59′ 25″ N, 10° 0′ 53″ O | Nebengebäude |                        | 34525117 | BW   |
| Wöllersheim 2 51° 59′ 24″ N, 10° 0′ 54″ O | Nebengebäude |                        | 34525186 | BW   |
| Wöllersheim 2 51° 59′ 23″ N, 10° 0′ 55″ O | Nebengebäude |                        | 34525048 | BW   |
| 51° 59′ 23″ N, 10° 0′ 54″ O               | Straßenraum  |                        | 34524934 | BW   |
| Wöllersheim 3 51° 59′ 22″ N, 10° 0′ 50″ O | Wohnhaus     | Nr. 3, ehem. C. Breier | 34525002 | BW   |
| Wöllersheim 3 51° 59′ 23″ N, 10° 0′ 52″ O | Nebengebäude |                        | 34525071 | BW   |
| Wöllersheim 3 51° 59′ 21″ N, 10° 0′ 49″ O | Nebengebäude |                        | 34525140 | BW   |
| Wöllersheim 3 51° 59′ 21″ N, 10° 0′ 52″ O | Nebengebäude |                        | 34525209 | BW   |

## Woltershausen-Hornse

### Einzelbaudenkmale
| Lage                                        | Bezeichnung              | Beschreibung | ID       | Bild |
| ------------------------------------------- | ------------------------ | --- | -------- | ---- |
| Feldbergstraße 2 51° 57′ 36″ N, 9° 58′ 0″ O | Wohnhaus                 | Hauptgebäude der Domäne | 34543421 | BW   |
| Mittelstraße 3 51° 58′ 26″ N, 9° 57′ 31″ O  | Kirche                   | Die evangelische Pfarrkirche stammt teilweise aus dem 12. Jahrhundert. Von 1802 bis 1803 wurde die Kirche aus Bruchstein neu erstellt. Im Inneren befindet sich eine Segmentbogentonne. | 34543545 | BW   |
| Mittelstraße 3 51° 58′ 26″ N, 9° 57′ 30″ O  | Kriegerdenkmal           | | 34543566 | BW   |
| Hoher Weg 16 51° 58′ 28″ N, 9° 57′ 22″ O    | Wohnhaus                 | | 34543485 | BW   |
| Kurzer Weg 1 51° 58′ 27″ N, 9° 57′ 24″ O    | Wohnhaus                 | | 34543505 | BW   |
| Mittelweg 1 51° 58′ 27″ N, 9° 57′ 25″ O     | Wohn-/Wirtschaftsgebäude | | 34543525 | BW   |
| Pastorengasse 3 51° 58′ 28″ N, 9° 57′ 28″ O | Wohnhaus                 | | 34543607 | BW   |
| Mittelstraße 4 51° 58′ 27″ N, 9° 57′ 31″ O  | Wohnhaus                 | | 34543587 | BW   |